# Aaron Opoku
Aaron Opoku (Hamburgo, 28 de marzo de 1999) es un futbolista alemán que juega como centrocampista en el Kayserispor de la Superliga de Turquía.

## Trayectoria
Hizo su debut con el Hansa Rostock en la 3. Liga el 20 de julio de 2019, debutando en el partido en casa contra el Fortuna Colonia. Anotó un gol de tacón en el minuto 19 para poner al Rostock 3-0 por delante, antes de ser sustituido en el minuto 67 por Marco Konigs, con el partido terminando con un empate 3-3.

## Selección nacional
Si bien aún no ha llegado a debutar con la selección absoluta alemana, sí lo ha hecho con la sub-19 y sub-20. Puede jugar para Ghana ya que su familia es natural de allí.[cita requerida]

## Clubes
| Club                         | País     | Año       |
| ---------------------------- | -------- | --------- |
| Hamburgo S. V.               | Alemania | 2018-2022 |
| F. C. Hansa Rostock (cedido) | Alemania | 2019-2020 |
| SSV Jahn Ratisbona (cedido)  | Alemania | 2020-2021 |
| VfL Osnabrück (cedido)       | Alemania | 2021-2022 |
| 1. F. C. Kaiserslautern      | Alemania | 2022-2025 |
| Kayserispor                  | Turquía  | 2025-     |